# Microsoft Business Productivity Online Suite
Microsoft Business Productivity Online Suite(マイクロソフト ビジネス プロダクティビティ オンライン スイート, BPOS, ビーポス)は、マイクロソフトが推進するクラウドコンピューティングである、ソフトウェア プラス サービス型の企業向け商用サービスであるMicrosoft Online Servicesのブランドで提供されるグループウェア サービス。BPOSは4つのサービスからなるオールインワンパッケージである。
2012年をもって、後継サービスであるOffice 365への移行が完了した。

## 構成サービス
- Microsoft Exchange Online
- Microsoft SharePoint Online
- Microsoft Office Communications Online
- Microsoft Office Live Meeting